# Paleosuchus
Paleosuchus är ett släkte krokodildjur i familjen alligatorer och kajmaner.
Arten är täckta av fasta plattor som delvis överlappar varandra.
I släktet finns med Paleosuchus palpebrosus det minsta nu levande krokodildjuret. Den andra arten är Paleosuchus trigonatus. Båda lever i skogar med träd som har täta kronor så att endast lite solljus når marken. Exemplaren gräver bon vid vattendragens strandlinje eller upp till 100 meter inåt land. I motsats till andra krokodildjur solbadar släktets medlemmar mycket sällan. Födan utgörs av olika små ryggradsdjur och ryggradslösa djur.